# Кутателадзе Аполлон Караманович
Кутателадзе Аполлон Караманович (груз. აპოლონ ყარამანის ძე ქუთათელაძე; 25 грудня 1899, Хоні — 25 червня 1972, Тбілісі) — радянський живописець, графік, заслужений діяч мистецтв Грузинської РСР (1943), Народний художник Грузинської РСР, народний художник СРСР (1970), заслужений діяч мистецтв Абхазької АРСР, член-кореспондент Академії мистецтв СРСР (1967).

## Життєпис
Навчався в гімназії в Поті, потім в школі «Кавказького товариства заохочення художників» (1914—1915), в школі живопису та малювання Миколи Скліфосовського (1915) в Тбілісі.
У 1916 році добровольцем вступив на військову службу. Учасник війни за незалежність Грузії (1921). Після поразки захисників незалежності був в ув'язненні в Метехському замку.
У 1922—1926 рр. — навчався в Тбіліській академії мистецтв у Георгія Габашвілі, Євгена Лансере, Йосипа Шарлеманя, стажувався в Ленінграді.
На початку 1920-х працював в редакції сатиричного журналу «Ніалгі» («Крокодил», Тбілісі).
1930 році став співзасновником асоціації революційних художників Грузії «Сарма».
З 1943 року жив і працював у Тбілісі, викладав в Тбіліській академії мистецтв, з 1946 року — професор, з 1959 по 1972 рр. — ректор Академії мистецтв.
Він був людиною незвичайною енергії, талановитим організатором, великим дипломатом, великим майстром композиції, він зумів не тільки відстояти статус Тбіліської академії мистецтв, яку ось-ось хотіли позбавити цього статусу і фактично анулювати, а й побудувати восьмиповерховий будинок, яке стало новим корпусом будівлі академії, і відкрив там нові факультети.
Похований в Дідубійському пантеоні письменників і громадських діячів.
Його ім'я носить вулиця Аполлона Кутателадзе в Тбілісі.

## Творчість
Автор історичних полотен: 
 «Товариш Сталін — керівник демонстрації батумських робочих в 1902 році»,

«Розмова товариша Сталіна з селянами-аджарці в 1902 г.»,

«Серго Орджонікідзе закликає горців стати на захист міста Грозного», 1938 Обласний краєзнавчий музей, Черкеськ; 

«Полювання цариці Тамари», 1970 

і побутових картин: 

«Радісний урожай», 1953, Музей мистецтв Грузії, Тбілісі, 

«На чайних плантаціях Грузії» (1957), 

«Збір винограду» (1961), 

«Дружба» (1967) 
 а також пейзажів і портретів.

## Виставки
Виставка картин Асоціації революційних художників Грузії «Сарма», 1931 року в Тбілісі
«П'ятнадцять років робітничо-селянської Червоної Армії», Москва, 1933

«Робітничо-Селянської Червоної Армії двадцять років», Москва, 1938

«Індустрія соціалізму», Москва, 1939

«Всесоюзна художня виставка», Москва, 1946, 1947, 1955

## Нагороди та відзнаки
- орден Трудового Червоного Прапору
- 2 ордена «Знак Пошани» (24.02.1941)[9]